# Gilmar Rinaldi
Gilmar Rinaldi (Erechim, 13 januari 1959) is een voormalig Braziliaanse voetballer.

## Carrière
Gilmar Rinaldi speelde tussen 1978 en 1997 voor Internacional, São Paulo, Flamengo en Cerezo Osaka.

## Braziliaans voetbalelftal
Gilmar Rinaldi debuteerde in 1986 in het Braziliaans nationaal elftal en speelde 9 interlands. Hij was onderdeel van het Braziliaans voetbalelftal dat het WK 1994 won.
1 Taffarel ·
2 Jorginho ·
3 Ricardo Rocha ·
4 Ronaldão ·
5 Mauro Silva ·
6 Branco ·
7 Bebeto ·
8 Dunga  ·
9 Zinho ·
10 Raí ·
11 Romário ·
12 Zetti ·
13 Aldair ·
14 Cafú ·
15 Márcio Santos ·
16 Leonardo ·
17 Mazinho ·
18 Paulo Sérgio ·
19 Müller ·
20 Ronaldo ·
21 Viola ·
22 Gilmar ·
Coach: Parreira